# 482-й миномётный полк
482-й армейский миномётный Свирский ордена Кутузова полк — воинская часть Вооружённых Сил СССР в Великой Отечественной войне.

## История
Сформирован в конце 1942 года.
В составе действующей армии с 12.12.1942 года по 19.11.1943 и с 14.03.1944 по 09.05.1945 года.
Участвовал во фронтовой операции февраля 1943 года по ликвидации окружённой в Демянске группировки войск противника, затем до ноября 1943 года вёл бои в районе Старой Руссы, выведен в резерв.
В марте 1944 года направлен в Карелию, находился в полосе обороны 19-й армии, затем был переброшен на рубеж реки Свирь, где принял участие в Свирско-Петрозаводской операции.
По её окончании переброшен в Заполярье, где принял участие в Петсамо-Киркенесской операции, и впоследствии до окончания боевых действий находился в Норвегии

## Подчинение
| Дата            | Фронт (округ)               | Армия                | Корпус | Дивизия | Бригада | Примечания |
| --------------- | --------------------------- | -------------------- | ------ | ------- | ------- | ---------- |
| 01.01.1943 года | Северо-Западный фронт       | 34-я армия           | -      | -       | -       | -          |
| 01.02.1943 года | Северо-Западный фронт       | 34-я армия           | -      | -       | -       | -          |
| 01.03.1943 года | Северо-Западный фронт       | 34-я армия           | -      | -       | -       | -          |
| 01.04.1943 года | Северо-Западный фронт       | 34-я армия           | -      | -       | -       | -          |
| 01.05.1943 года | Северо-Западный фронт       | 34-я армия           | -      | -       | -       | -          |
| 01.06.1943 года | Северо-Западный фронт       | 34-я армия           | -      | -       | -       | -          |
| 01.07.1943 года | Северо-Западный фронт       | 34-я армия           | -      | -       | -       | -          |
| 01.08.1943 года | Северо-Западный фронт       | 34-я армия           | -      | -       | -       | -          |
| 01.09.1943 года | Северо-Западный фронт       | 34-я армия           | -      | -       | -       | -          |
| 01.10.1943 года | Северо-Западный фронт       | 34-я армия           | -      | -       | -       | -          |
| 01.11.1943 года | Северо-Западный фронт       | 34-я армия           | -      | -       | -       | -          |
| 01.12.1943 года | Резерв Ставки ВГК           | 34-я армия           | -      | -       | -       | -          |
| 01.01.1944 года | Прибалтийский военный округ | -                    | -      | -       | -       | -          |
| 01.02.1944 года | Прибалтийский военный округ | -                    | -      | -       | -       | -          |
| 01.03.1944 года | Московский военный округ    | -                    | -      | -       | -       | -          |
| 01.04.1944 года | Карельский фронт            | 19-я армия           | -      | -       | -       | -          |
| 01.05.1944 года | Карельский фронт            | 19-я армия           | -      | -       | -       | -          |
| 01.06.1944 года | Карельский фронт            | 19-я армия           | -      | -       | -       | -          |
| 01.07.1944 года | Карельский фронт            | 7-я армия            | -      | -       | -       | -          |
| 01.08.1944 года | Карельский фронт            | 7-я армия            | -      | -       | -       | -          |
| 01.09.1944 года | Карельский фронт            | 7-я армия            | -      | -       | -       | -          |
| 01.10.1944 года | Карельский фронт            | 14-я армия           | -      | -       | -       | -          |
| 01.11.1944 года | Карельский фронт            | 14-я армия           | -      | -       | -       | -          |
| 01.12.1944 года | -                           | 14-я отдельная армия | -      | -       | -       | -          |
| 01.01.1945 года | -                           | 14-я отдельная армия | -      | -       | -       | -          |
| 01.02.1945 года | -                           | 14-я отдельная армия | -      | -       | -       | -          |
| 01.03.1945 года | -                           | 14-я отдельная армия | -      | -       | -       | -          |
| 01.04.1945 года | -                           | 14-я отдельная армия | -      | -       | -       | -          |
| 01.05.1945 года | -                           | 14-я отдельная армия | -      | -       | -       | -          |

## Командиры
- подполковник Иван Демидович Зубарев

## Награды и наименования
| Награда                          | Дата                                                           | За что получена |
| -------------------------------- | -------------------------------------------------------------- | --- |
| Почётное наименование «Свирский» | Приказ Верховного Главнокомандующего № 0174 от 02.07.1944 года | За отличные боевые действия в боях с немецко-финскими захватчиками в ходе Свирско-Петрозаводской операции.                                                       |
| Орден Кутузова III степени       | Указ Президиума ВС СССР от 31.10.1944 года                     | За образцовое выполнение заданий командования в боях с немецкими захватчиками, за овладение городом Петсамо (Печенга) и проявленные при этом доблесть и мужество |